# صاحبی
صاحبی، روستایی است از توابع بخش مرکزی شهرستان ساری در استان مازندران ایران. این روستا دارای بیشترین زمین شالیزاری در سطح میاندرود می‌باشد.
روایت های مختلفی در مورد دلیل ناگذاری این روستا عنوان شده است اما معروف ترین ان به نام مالک اراضی این روستا در سال های گذشته اشاره دارد که  متعلع به فردی به نام صاحب خانم بوده است.
این روستا به عنوان دهکده صلح جهانی نیز معروف میباشد. از بیشترین تولیدات آن در زمینه کشاورزی میتوان به برنج، مرکبات به ویژه پرتقال تامسون و انواع نارنگی، انار اشاره کرد
براساس آخرین سرشماری مرکز آمار ایران که در سال ۱۳۸۵ صورت گرفته، جمعیت این روستا ۹۱۱نفر (۲۴۵خانوار) بوده‌است.